# Ostre zapalenie trzustki
Ostre zapalenie trzustki, OZT (łac. pancreatitis acuta) – nienowotworowa choroba trzustki o gwałtownym przebiegu.

## Przyczyny
Najczęstszą przyczyną ostrego zapalenia trzustki jest nadużycie alkoholu (50%), kamica żółciowa (30%) lub uraz.
Zapamiętanie etiologii OZT ułatwia angielski skrót mnemotechniczny – I get smashed („upijam się”).
- Idiopathic – idiopatyczne OZT
- gallstones – kamica żółciowa
- ethanol – etanol
- trauma – uraz
- steroids – steroidy
- mumps – świnka oraz inne choroby wirusowe (np. WZW)
- autoimmune, Ascaris – choroby autoimmunologiczne, zakażenie glistą ludzką
- scorpion – jad skorpiona
- hyperlipidemia (hypertriglyceridemia), hypercalcemia, hypothermia – hiperlipidemia (hipertrójglicerydemia), hiperkalcemia, hipotermia
- eRCP – endoskopowa cholangiopankreatografia wsteczna (ECPW)
- drugs – leki (sulfonamidy, azatiopryna, NLPZ, leki moczopędne, w tym furosemid i tiazydy, didanozyna, lopinawir/rytonawir, asparaginaza[1])

## Objawy i przebieg
Najczęstszymi objawami, będącymi konsekwencją zarówno procesu zapalnego, jak i działania dostających się do krwiobiegu enzymów trzustkowych, są:
- bardzo silne bóle zlokalizowane w środkowej i górnej części brzucha, mogące promieniować do pleców, lub bóle opasujące, nieustępujące po środkach przeciwbólowych
- wymioty – skąpe, nieprzynoszące ulgi
- wzdęcie brzucha, często zatrzymanie gazów i stolca
- silna gorączka, często przekraczająca 40 °C, czasem dreszcze
- bóle mięśniowe
- objaw Cullena – podbiegnięcia krwawe wokół pępka
- objaw Greya Turnera – podbiegnięcia krwawe w okolicy lędźwiowej
- objaw Halsteadta – marmurkowatość skóry powłok brzucha oraz kończyn występująca wskutek naczyniorozszerzającego działania kinin i histaminy
- objaw Loefflera – zaczerwienienie twarzy

Choremu ulgę przynosi przyjęcie pozycji siedzącej lub skulonej.
W ciężkich postaciach – spadek ciśnienia tętniczego, wstrząs hipowolemiczny, ostra niewydolność nerek, zespół ostrej niewydolności oddechowej, zespół rozsianego wykrzepiania wewnątrznaczyniowego i zaburzenia czynności wątroby. W skrajnych przypadkach ostre zapalenie trzustki może nawet kończyć się śmiercią.

## Rozpoznanie
Rozpoznanie stawia się na podstawie objawów klinicznych i znacznego wzrostu aktywności enzymów trzustkowych w surowicy krwi i moczu oraz wyników badań obrazowych (ultrasonografia, tomografia komputerowa).

## Rokowanie
Do oceny stopnia ciężkości ostrego zapalenia trzustki służą specjalne skale:
- kryteria Ransona
- skala Glasgow w ostrym zapaleniu trzustki
- skala APACHE II.

oraz zmiana stężenia CRP we krwi.

## Leczenie
Ostre zapalenie trzustki wymaga intensywnego leczenia w warunkach szpitalnych. Początkowo konieczne jest zwykle zastosowanie diety ścisłej, następnie włączenie żywienia dojelitowego czy rzadziej pozajelitowego, podanie leków przeciwbólowych i rozkurczowych, dokładna kontrola wszystkich funkcji życiowych, w tym czynności nerek i wydolności układu oddechowego. W przypadku zapalenia trzustki wywołanego zablokowaniem przewodów żółciowych dobre rezultaty, przynoszące natychmiastową poprawę, daje wczesne (w ciągu 72 godzin od wystąpienia symptomów) nacięcie zwieracza Oddiego w ujściu brodawki Vatera i udrożnienie tych przewodów. Zabiegu tego dokonuje się za pomocą endoskopu. Niektóre postaci ostrego zapalenia trzustki mogą wymagać skomplikowanego leczenia operacyjnego. W około 5% przypadków, a w ciężkich postaciach w 10-40%, mimo prawidłowego leczenia nie udaje się opanować choroby i kończy się ona śmiercią.
Chorzy z ostrym zapaleniem trzustki leczeni są w oddziałach chirurgicznych z dostępem do oddziału intensywnej opieki medycznej, w razie pogorszenia stanu klinicznego. Każdego chorego z ostrym zapaleniem trzustki traktuje się w pierwszych dniach pobytu w szpitalu tak, jakby potencjalnie miał ciężką postać choroby i intensywnie leczy, zanim na podstawie obserwacji licznych parametrów życiowych chorego, powtarzanych badań laboratoryjnych i obrazowych lekarze nie określą stopnia ciężkości OZT. Leczenie uzależnione jest od postaci choroby, ale zawsze ma na celu zatrzymanie zainicjowanego procesu „samotrawienia” trzustki oraz wyrównywanie zaburzeń ustrojowych towarzyszących chorobie.
Terapia OZT jest wielokierunkowa i obejmuje:
1. dożylne leczenie przeciwwstrząsowe, mające na celu uzupełnianie traconych płynów, które przenikają w przebiegu OZT z naczyń krwionośnych do jamy otrzewnowej i powodują zmniejszenie objętości krwi krążącej.
2. monitorowanie czynności serca i nerek, a także takich parametrów biochemicznych krwi, jak: glukoza, sód, potas, chlorki, wapń i wyrównywanie pojawiających się zaburzeń (wzrostu poziomu cukru, zaburzeń elektrolitowych, spadku poziomu wapnia),
3. kontrolę morfologii krwi. Pojawiająca się anemia w przebiegu OZT może bowiem wymagać przetoczenia krwi.
4. leczenie przeciwbólowe, gdyż silny ból brzucha jest przyczyną dużego cierpienia chorego. Ból najlepiej znosi się opioidowymi lekami przeciwbólowymi: tramadolem lub petydyną. Morfina jest przeciwwskazana w OZT, gdyż może nasilać skurcz zwieracza Oddiego. Zniesienie bólu uspokaja chorego i poprawia jego samopoczucie psychiczne oraz korzystnie wpływa na oddychanie.
5. wczesne wdrażanie antybiotykoterapii, która ma na celu zapobiegać zakażeniu martwicy w trzustce. W tym celu stosuje się antybiotyki o szerokim spektrum obejmujące bakterie Gram-ujemne.

Brak poprawy pomimo intensywnego leczenia w oddziale chirurgicznym jest wskazaniem do przeniesienia chorego na oddział intensywnej opieki medycznej.

### Żywienie w przebiegu OZT
Dawniej chorych z ostrym zapaleniem trzustki długotrwale głodzono, żeby w ten sposób odciążyć chorą trzustkę. Obecnie w pierwszej kolejności choremu wprowadza się na krótko głodówkę, która ma na celu zahamowanie wydzielania soku trzustkowego przez trzustkę. Ponieważ wiadomo, że ostremu zapaleniu trzustki towarzyszy stan tzw. hiperkatabolizmu, charakteryzujący się gwałtownym zużywaniem zapasów białka i tłuszczów i spadkiem masy ciała chorego – dlatego po kilkudniowej głodówce połączonej z obserwacją i po rozpoznaniem u chorego postaci OZT podejmuje się decyzję o włączeniu odżywiania.
U chorych z obrzękową postacią OZT jest to odżywianie doustne, a u chorych z ciężkim OZT rozważa się całkowite odżywianie dojelitowe, czyli enteralne za pomocą sondy dojelitowej, a jeżeli chory źle je toleruje, to wdraża się żywienie pozajelitowe, czyli parenteralne dożylne. Odżywienie to prowadzone jest specjalnymi dietami zapewniającymi właściwą podaż wszystkich składników odżywczych oraz odpowiednią kaloryczność.

### Leczenie operacyjne
Postać obrzękową ostrego zapalenia trzustki leczy się zachowawczo. W przypadku martwiczego OZT, leczenie zachowawcze wdrażane jest w stosunku do martwicy jałowej, niezakażonej. Jeśli natomiast dochodzi do zakażenia martwicy, o czym może świadczyć brak poprawy klinicznej w trakcie leczenia lub pogorszenie stanu chorego pomimo prowadzonego przez pewien czas leczenia zachowawczego, to konieczne staje się leczenie operacyjne. Wskazaniami do leczenia operacyjnego są również powikłania miejscowe martwiczego OZT takie, jak: torbiele rzekome trzustki, ropnie, martwaki, krwotoki z przewodu pokarmowego.

## Powikłania
Powikłania mogą być ogólnoustrojowe lub miejscowe.
- Powikłania ogólnoustrojowe obejmują zespół ostrej niewydolności oddechowej, zespół niewydolności wielonarządowej, zespół rozsianego wykrzepiania śródnaczyniowego, hipokalcemię (z powodu zmydlania tłuszczów), hiperglikemię i cukrzycę insulinozależną (spowodowana uszkodzeniem trzustkowych komórek beta produkujących insulinę)
- Powikłania miejscowe obejmują torbiel trzustki, wytworzenie ropowicy lub ropnia, tętniaków rzekomych tętnicy śledzionowej, krwotok z uszkodzonych tętnic i żył śledzionowych, zakrzepica żyły śledzionowej, górnej żyły krezkowej i żyły wrotnej (kolejność o malejącej częstości), niedrożność dwunastnicy, niedrożność przewodu żółciowego wspólnego, progresja do przewlekłego zapalenia trzustki

## Klasyfikacja ICD10
| kod ICD10     | nazwa choroby                                         |
| ------------- | ----------------------------------------------------- |
| ICD-10: K85   | Ostre zapalenie trzustki                              |
| ICD-10: K85.0 | Idiopatyczne ostre zapalenie trzustki                 |
| ICD-10: K85.1 | Żółciowe ostre zapalenie trzustki                     |
| ICD-10: K85.2 | Alkoholowe ostre zapalenie trzustki                   |
| ICD-10: K85.3 | Polekowe ostre zapalenie trzustki                     |
| ICD-10: K85.8 | Inne ostre zapalenie trzustki                         |
| ICD-10: K85.9 | Nieokreślone ostre zapalenie trzustki                 |
| ICD-10: B26.3 | Ostre zapalenie trzustki wywołane wirusem świnki      |
| ICD-10: B25.2 | Ostre zapalenie trzustki wywołane wirusem cytomegalii |